# Холодильник (печера, Алтай)
Холодильник, Гостинна печера (рос. Холодильник, Гостинная) — печера на Алтаї, Республіка Алтай, Росія.  Загальна протяжність — 66 м. Глибина печери — 31 м, амплітуда висот — 31 м; загальна площа — N/A м²; об'єм — N/A м³.  Печера відноситься до Центрально-Алтайської області Алтайської провінції Алтай-Саянської спелеологічної країни. Кадастровий номер 5029/8702-1Z.